# José Fernández Bremón

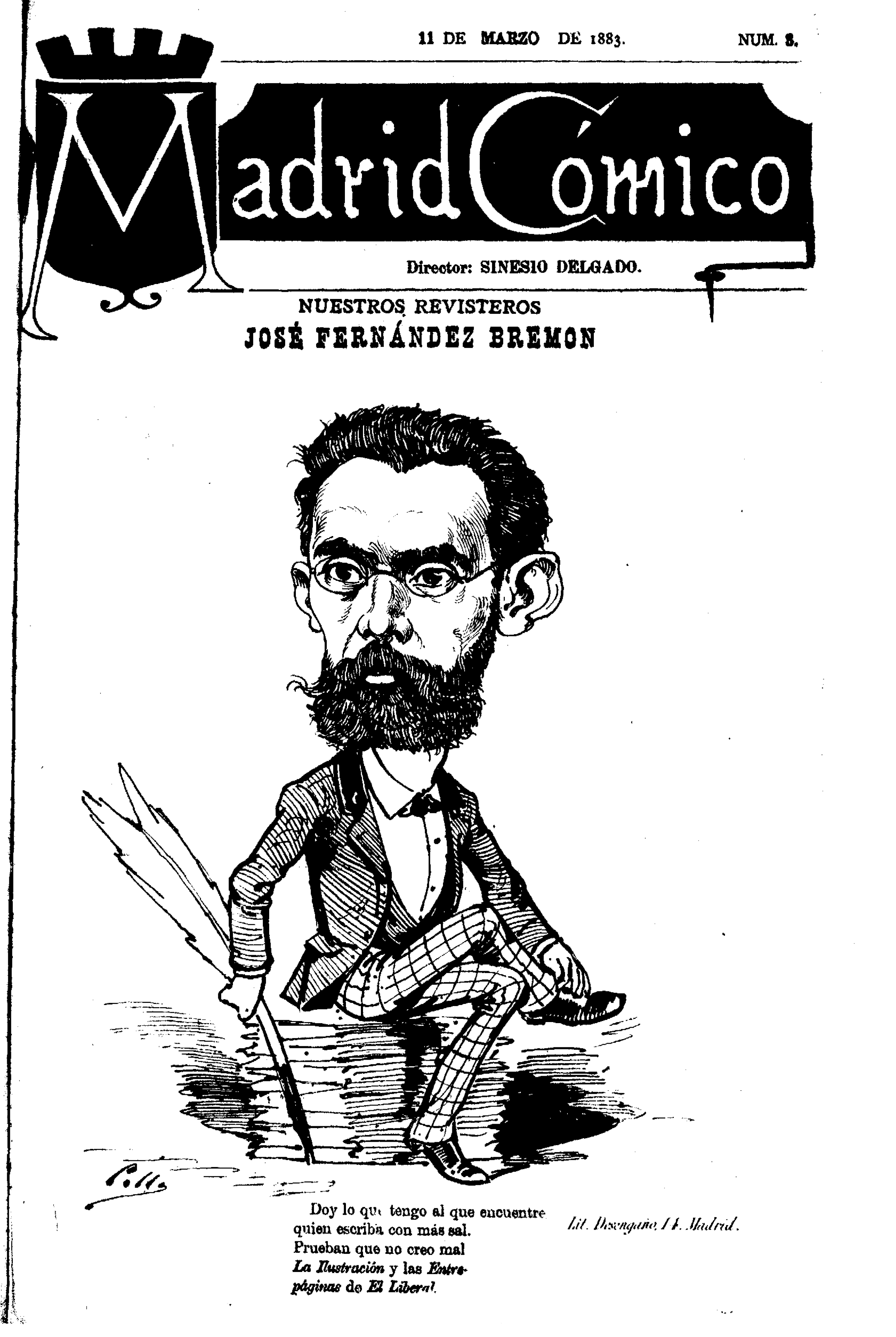
José Fernández Bremón.

José Fernández Bremón, född 1839 i Gerona, död 1910 i Madrid, var en spansk författare och tidningsman.
Fernández blev 1856 direktör för La España, sedan litterär medarbetare i La Época och 1876 krönikör i La Ilustración Española y Americana, där hans av originalitet och lekande humor präglade artiklar mottogs med stort bifall. Av hans arbeten kan för övrigt nämnas Cuentos (1879), komedier på vers och prosa, som Lo que no ve la justicia, Pasión de vieja, La estrella roja (1890), El espantojo (1894), El elixir de la vida, Los espiritus och Dos hijos.